# السلامنة (سيدى بطاش)
السلامنة هي إحدى مشيخات المملكة المغربية، تتبع جغرافيا لإقليم بنسليمان وإداريًا لسيدى بطاش. يقدر عدد سكانها بـ 2896 نسمة حسب الإحصاء الرسمي للسكان والسكنى لسنة 2004.